# Robert Bartlett (historien)
Robert Bartlett, né le 27 novembre 1950, est un historien et médiéviste britannique, dont les travaux concernent l'ensemble de l'Europe.
Il est actuellement professeur d'histoire médiévale à l'université de St Andrews dans le Fife, en Écosse.

## Biographie
Il va à la Battersea Grammar School (de 1962 à 1969). Il étudie à Peterhouse, au St John's College et à l'université de Princeton. Il travaille à l'université d'Édimbourg et à l'université de Chicago avant d'arriver à celle de Saint-Andrews, où il réside actuellement.
Il est particulièrement célèbre pour son œuvre The Making of Europe: Conquest, Colonization and Cultural Change, 950-1350 qui a obtenu le Wolfson History Prize en 1993. Il est spécialisé dans le colonialisme médiéval, le culte des saints, et l'Angleterre entre le XIe et le XIVe siècle. Il donna les Ford Lectures de 2007 à Oxford. Il a écrit et présenté Inside The Medieval Mind, un documentaire en quatre parties enregistré par la BBC en 2008. En 2010, il écrit et présente The Normans sur la BBC, une série de documentaires sur leur impact en Grande-Bretagne et dans le monde en général.